# Red Link Communications
Red Link Communications Co. Ltd. (ook bekend als RedLink Communications) was een internetbedrijf, gevestigd in Yangon, Myanmar. Het bedrijf verzorgde WiMAX-breedband internet een andere internetdiensten en telecommunicatieservices. Het bedrijf opereerde in de steden Yangon en Mandalay. Het bedrijf werd in 2008 opgericht en is momenteel de één-na-grootste internetaanbiederprovider, na Bagan Cybertech, in Myanmar.
In december 2010 had het bedrijf als eerste van het land een ISO 9001:2008 "Quality Management System"-certificaat van SGS Myanmar.
Het bedrijf werd beheerd door Toe Naing Mann and Aung Thet Mann, twee zonen van de derde generaal van het State Peace and Development Council, Shwe Mann. Ze hadden hierdoor een beperkte activiteitscirkel in de Europese Unie, omdat ze verwant zijn aan iemand die voor de overheid werkt.
In april 2017 werden de diensten die Red Link aanbood stopgezet, dit in verband met een frequentieveiling die Red Link verloor.